# Tutigaea
Tutigaea là một chi rêu trong họ Hypnaceae.